# Samford University
Samford University är ett privat universitet i Homewood i Alabama i USA, grundat 1841 som Howard College i Marion efter filantropen John Howard. Universitetet har flyttat två gånger. År 1887 flyttade Howard College till East Lake i Birmingham och 1957 till det nuvarande campusområdet i Homewood i närheten av Birmingham. Cumberland School of Law fusionerades 1961 med Howard College och 1965 bytte universitetet namn till Samford University efter Frank Park Samford. De första kvinnliga studenterna inledde sina studier år 1894 men dåvarande Howard College återgick snabbt till att utbilda endast män fram till år 1913. Därefter har universitetet haft bestående samundervisning. Audrey Lattimore Gaston blev 1967 den första afroamerikanen att studera vid Samford.